# Rugby Badia 1981
Il Rugby Badia 1981 ASD o più semplicemente Badia, anche noto come Borsari Badia per ragioni di sponsorizzazione, è un club italiano di rugby a 15 di Badia Polesine, comune in provincia di Rovigo.
Fondato il 27 febbraio 1981 a Badia Polesine come Società Sportiva Rugby Badia, tenuta a battesimo dall'allora presidente della Sanson Rugby Rovigo, Giancarlo Checchinato, svolse attività esclusivamente a livello giovanile fino al 1990, quando iscrisse la prima squadra al campionato nazionale di serie C2 1990-91. Due stagioni dopo venne promossa in serie C1 e, l'anno successivo, in serie B.
Disputò la terza serie nazionale per otto stagioni consecutive culminate con prima la promozione in serie A, il campionato cadetto, al termine del biennio 2002-03 commercialmente nota come Zhermack Badia.
Nel 2012 il club venne rifondato col nominativo di Amatori Rugby Badia ASD, prima di assumere l'attuale denominazione.

## Colori e simboli
Il bozzetto dello stemma del club fu disegnato dagli studenti della scuola media statale Gherardo Ghirardini presieduta da Piero Sanna, primo presidente del club. Il concorso fu vinto da Gianpietro Chinaglia, studente della 3ª B, che come soggetto aveva rappresentato un'orca bianca ed azzurra.

## Cronologia
| Cronistoria dell’Amatori Rugby Badia |
| --- |
| - 1981 · 27 febbraio: fondazione della Società Sportiva Rugby Badia - 1981-90 · attività limitata al settore giovanile - 1990-91 · serie C2 - 1991-92 · serie C2 - 1992-93 · serie C2 promozione in serie C1 - 1993-94 · serie C1 promozione in serie B - 1994-95 · serie B - 1995-96 · serie B - 1996-97 · serie B - 1997-98 · serie B - 1998-99 · serie B - 1999-2000 · serie B - 2000-01 · serie B - 2001-02 · serie B - 2002-03 · 2ª gir. C in serie B promozione in serie A - 2003-04 · 10ª gir. B serie A retrocessione in serie B - 2004-05 · 1ª gir. B serie B Sconf. spareggio promozione - 2005-06 · 1ª gir. C serie B promozione in serie A - 2006-07 · 4ª gir. A serie A - 2007-08 · 12ª serie A1 retrocessione in serie A2 - 2008-09 · 4ª serie A2 Ripescata in serie A1 - 2009-10 · 11ª serie A1 - 2010-11 · 11ª serie A1 Riassegnata alla serie A2 - 2011-12 · 5ª serie A2 - 2012 · rifondazione come Amatori Rugby Badia A.S.D. - 2012-13 · 9ª serie A2 - 2013-14 · 1ª serie A2 Assegnazione alla serie A - 2014-15 · 5ª gir. 3 serie A 5ª pool retrocessione 2 retrocessione in serie B - 2015-16 · 1ª gir. 3 serie B promozione in serie A - 2016-17 · 5ª gir. 3 serie A 5ª pool retrocessione 2 retrocessione in serie B - 2017-18 · 2ª gir. 3 serie B promozione in serie A - 2018-19 · 7ª gir. 2 serie A - 2019-20 · campionato annullato - 2020-21 · campionato annullato - 2021-22 · 5ª gir. 2 serie A - 2022-23 · 8ª gir. 2 serie A - 2023-24 · 10ª gir. 2 serie A - 2024-25 · 8ª gir. 2 serie A |